# Delphinium halteratum subsp. halteratum
Delphinium halteratum subsp. halteratum é uma subespécie de planta com flor pertencente à família Ranunculaceae. 
A autoridade científica da subespécie é Sm. in Sibth. & Sm., tendo sido publicada em Fl. Graec. Prodr. 1: 371 (1809).
Os seus nomes comuns são esporas, esporas-bravas ou mezerão-menor.

## Portugal
Trata-se de uma subespécie presente no território português, nomeadamente em Portugal Continental.
Em termos de naturalidade é nativa da região atrás indicada.

## Protecção
Não se encontra protegida por legislação portuguesa ou da Comunidade Europeia.